# Chris Kemoeatu
Chris Kemoeatu (født 4. januar 1983) er en tidligere amerikansk fodbold-spiller fra Tonga, der spillede for det professionelle NFL-hold Pittsburgh Steelers mellem 2005 og 2011. Han spillede positionen guard.
Broderen Ma'ake Kemoeatu spiller også i NFL, dog for Carolina Panthers som Defensiv Tackle. Deres yngste bror, Benji Kemoeatu spiller guard for West Virginia.